# Tropická bouře Helene (2000)
Tropická bouře Helene byla 12. bouří sezóny. Zformovala se 15. září východně od Návětrných ostrovů. Bouře putovala Amerikou celkově deset dní. Nejvyšší rychlost větru byla 110 km/h. Bouře zabila jednoho člověka a jeden je stále pohřešovaný. Škoda se odhaduje na 16 milionů dolarů.

## Postup
Tropická bouře se zformovala 15. září 2000 poblíž Závětrných ostrovů. Jako tropická vlna způsobila záplavy a sesuvy bahna v Portoriku. Tropická deprese se z ní stala 19. září jižně od Kuby a přešla před západ ostrova. Na tropickou bouři zesílila deprese v Mexickém zálivu. Zde byla naměřena rychlost větru až 110 km/h. Bouře rapidně zeslábla před přesunutím k břehům Fort Walton Beach na Floridě 22. září. Dešťové srážky byly velmi silné u severního pobřeží Floridy. Napršelo až 243 mm. Srážky zaplavily stovky domů a způsobily rekordní zvednutí řeky Sopchoppy. Silné větry odřízly od elektřiny 5 000 lidí, ačkoli deště zeslábly. V Jižní Karolíně bouře zplodila tornádo, které zabilo 1 člověka a dalších 6 zranilo. Silné deště také zavinily smrt jednoho pilota kluzáku, který díky nim narazil do stromu. Silné deště se přesunuly na území státu Delaware. Celkové škody ve Spojených státech dosáhly 16 milionů dolarů. Helene se přesunula do Severní Karolíny stále jako tropická bouře, ale znovu zesílila a rozptýlila se 25. září.